# Marskalk Mannerheims ryttarstaty
.

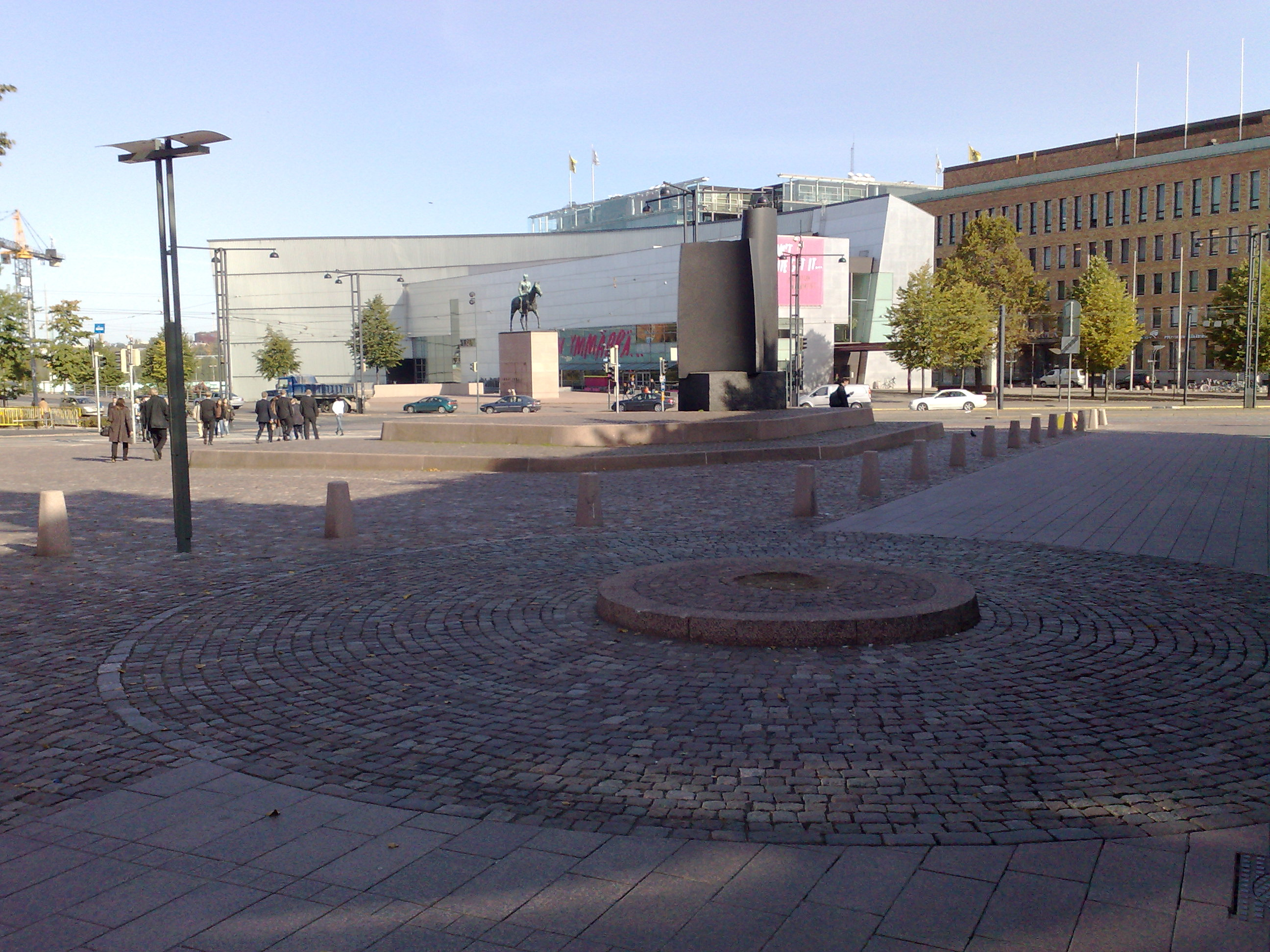
Mannerheimplatsen med Marskalk Mannerheims ryttarstaty och med Kiasma i fonden

Marskalk Mannerheims ryttarstaty är en ryttarskulptur på Mannerheimvägen i stadsdelen Gloet i Helsingfors. Ryttarstatyn föreställer Finlands marskalk Gustaf Mannerheim till häst. Den utfördes av den finländske skulptören Aimo Tukiainen och avtäcktes den 4 juni 1960 till åminnelse av Mannerheims födelsedag. 
Tanken på en ryttarstaty över Mannerheim föddes redan på 1930-talet, men projektet avbröts. Efter Mannerheims död blev tanken aktuell igen och en tävling ordnades 1952. Efter några ytterligare tävlingar gavs uppdraget till Tukiainen. Monumentet finansierades genom en allmän insamling. Insamlingen var lyckad och för resten av pengarna köptes Mannerheims födelsehem Villnäs slott i Villnäs. Slottet är donerat till staten och blev därefter museum underställt Museiverket.
Ryttarstatyn är gjuten i brons och postamentet är av röd granit. Helheten är 11,7 meter hög. En kuriositet är, att hästen står i en pose, som kunde antyda att den skulle vara passgångare. Man anser, att förebilden är den i Sverige år 1934 födda hästen Käthy — ibland även kallad Kate. Hon var, så vitt man vet, ändå inte en passgångare.